# Circuit de Potrero de los Funes
Pour les articles homonymes, voir Potrero.
Le circuit de Potrero de los Funes (en espagnol : circuito de Potrero de Los Funes), également appelé circuit de San Luis, est un circuit automobile temporaire tracé sur des routes autour du lac Potrero de Los Funes (es) (département de Juan Martín de Pueyrredón, province de San Luis, Argentine).
Il a été créé en 1987 pour disputer une course de voitures de tourisme qui fut endeuillée par la mort de plusieurs spectateurs à la suite d'un accident. Le circuit n'a ensuite rouvert ses portes qu'en 2008 pour accueillir le Championnat FIA GT ainsi que quelques championnats argentins.
Le paddock du circuit sert de bivouac à l'occasion du Rallye Dakar 2014.
La dernière manche organisée sur le circuit a eu lieu en 2018 pour le TC2000. Après des années d'inutilisation, le circuit a été démantelé en 2024,.